# تضمين أحادي الجانب
 التضمين أحادي الجانب  (بالإنجليزية:  Single-sideband modulation اختصاراً SSB)‏ هو شكل مُحسن من أشكال تضمين المطال، وهو أكثر فعالية من تضمين السعة الاعتيادي تضمين المطال وهو اقرب إلى تضمين اثري احادي الجانب الذي يرمز له اختصارا بـ VSB
التضمين السعوي AM يحتوي على موجة مضاعفة متناظرة ثنائية الجانب، اما في التضمين احادي الجانب، فتوفر الكثير من الطاقة المتبددة في الموجة المضاعفة الأخرى، لكنها تزيد من تعقيد الجهاز قليلا.
أول براءة اختراع سجلت في الولايات المتحدة الأمريكية  كنظام SSB كانت في تاريخ 1 كانون الأول عام 1915 م، حيث سجلت كبراءة اختراع باسم جون رينشو كارسون (John Renshaw Carson)، كما اختبرت البحرية الأمريكية نضام  تضمين أحادي الجانب  SSB قبل الحرب العالمية الأولى، حيث دخلت تقنية  التضمين الأحادي الجانب  المجال التجاري بتاريخ 7 كانون الثاني عام 1927، في الاتصالات العامة الطويلة المدى، بين مدينة نيويورك ومدينة لندن، حيث وضعت المرسلات ذات الطاقة العالية في روكي بوينت ونيويورك ورجبي، ووضعت المستقبلات في مناطق هادئة جدا في هيلتون وماين وكوبر سكوتلاند.
كما تم استخدام هذه التقنية كثيرا في خدمات خطوط الهاتف عن بعد، وذلك كجزء من تقنية تعرف باسم مضاعفة تقسيم التردد (FDM).